# لالاينا رابيناريفو
لالاينا رابيناريفو (بالفرنسية: Lalaina Rabenarivo) (مواليد 8 أغسطس 1978) هو ملاكم مدغشقري، مثّل بلاده في الألعاب الأولمبية الصيفية 2004.

## روابط خارجية
لالاينا رابيناريفو على موقع أوليمبيديا (الإنجليزية)